# Вратислав I фон Фюрстенберг
Вратислав I фон Фюрстенберг (на немски: Wratislaw I von Fürstenberg; * 31 януари 1584, Прага; † 10 юли 1631, Виена) е граф на Фюрстенберг, испански и австрийски офицер, дипломат, президент на дворцовия съвет. Вратислав е богат, притежава имението Корнхауз в Бохемия и къща в Прага.

## Произход
Той е вторият син (от 13 деца) на граф Албрехт I фон Фюрстенберг (1557 – 1599) и съпругата му Елизабет фон Пернщайн (1557 – 1610), дъщеря на фрайхер Вратислав фон Пернщайн (1530 – 1582) и Мария Максимилиана Манрик де Лара (†1608). По-големият му брат Кристоф II е убит на 6 януари 1614 г. в конфликт с братовчед му граф Вилхелм фон Фюрстенберг-Хайлигенберг.

## Фамилия
Първи брак: на 16 юли 1609 г. с Маргерита де Кроа (* 11 октомври 1568; † 1614), вдовица на граф Пиер II де Хенин-Литард де Бусю († 21 април 1598), дъщеря на Филип III де Крой, 3. херцог Арсхот, принц де Шиме (1526 – 1595) и Йохана Хенриета ван Халевин (1544 – 1581). Бракът е бездетен.
Втори брак: на 7 март 1615 г. с Катарина Ливия де ла Виерда Тиера († 1 юли 1627). Те имат един син:
- Албрехт II фон Фюрстенберг (* 1616, † 18 октомври 1640, в битка при Хоентвил)

Трети брак: на 17 декември 1628 г. с контеса Лавиния Мария Текла Гонзага ди Новелара (* 14 октомври 1607; † 7 май 1639), дъщеря на 5. граф Камило II Гонзага ди Новелара (1581 – 1650) и принцеса Мария Катерина д'Авалос (1586 – 1618). Те имат две деца:
- Катарина Елеонора фон Фюрстенберг (* 1630; † 15 февруари 1676, Вадуц), омъжена 1649 г. за граф Франц Вилхелм I фон Хоенемс във Вадуц и Шеленберг († 19 септември 1662 в Кур)
- Франц Вратислав фон Фюрстенберг (* 18 ноември 1631; † 13 януари 1641)

Вдовицата му Лавиния Гонзага се омъжва втори път на 7 октомври 1635 г. за граф Ото Фридрих фон Харах-Рорау (* 2 септември 1610, Виена; † 7 май 1639).